# Mesosa subbifasciata
Mesosa subbifasciata är en skalbaggsart som beskrevs av Stefan von Breuning 1974. Mesosa subbifasciata ingår i släktet Mesosa och familjen långhorningar. Inga underarter finns listade i Catalogue of Life.